# Ашванден, Сергей
Сергей Ашванден (нем. Sergei Aschwanden, родился 22 декабря 1975 года в Берне) — швейцарский дзюдоист и спортивный функционер. Бронзовый призёр Олимпийских игр 2008 год в Пекине. Призёр чемпионатов мира по дзюдо. Двукратный чемпион Европы.
С июня 2020 года является президентом Швейцарской федерации дзюдо.